# Hiro (motor)
Hiro Motori va ser una empresa italiana fabricant de motors de combustió amb seu a Origgio (província de Varese) que va tenir activitat entre el 1973 i el 1986. Fundada per Andrea Mosconi, un petit fabricant que havia començat produint motocicletes de motocròs sota la marca Eurocross, l'empresa va produir sobretot motors de dos temps de 125, 175, 250 i 350 cc per a motocròs, enduro i carretera, a més d'un motor de trial de 320 cc i un d'aviació esportiva, per a ala delta, de 23 cc.

## Història
El pilot de motocròs Andrea Mosconi tenia molta confiança en el futur dels motors de motocròs Sachs, però no estava satisfet amb els models que li subministrava el fabricant alemany en aquells moments i va decidir de canviar-los per motors de 125 cc Aermacchi, marca propietat a l'època de Harley-Davidson. Entre el 1969 i el 1970 va muntar aquests motors a les seves motocicletes de competició, les quals anomenava "Eurocross 125", fins que Aermacchi va deixar de subministrar models de 125 cc.
El 1973, Mosconi va fundar la Hiro Motori S.a.s. a Origgio i va començar a comercialitzar motocicletes amb motors propis sota la marca Hiro. Es tractava probablement dels primers motors de motocròs que es podien engegar amb una marxa inserida. L'empresa es va especialitzar aviat en el subministrament de motors de motocròs de 125 i 250 cc per a altres marques, com ara TGM (el primer client de Hiro, ja des del 1974), Ancillotti, Aprilia, MAV i GKD. Més tard, Hiro va fabricar també motors de 49 i 80 cc per a ciclomotors i motocicletes lleugeres.
Els motors Hiro eren tots de dos temps, de fins a 6 velocitats amb embragatge en sec. N'hi havia de refrigerats per aire i d'altres per aigua. Els de 125 cc lliuraven de 26 a 30 CV, mentre que els de 250, que cubicaven 246 cc, en lliuraven de 36,5 a 38.
Els primers resultats destacables de la marca en competició van aparèixer el 1976 gràcies a Ivan Alborghetti, un dels millors pilots de motocròs italians del moment. El 1977, l'empresa va llançar dues noves versions de motors per a enduro (175 cc) i trial (350 cc), uns models que es van fabricar massivament durant el 1978. Hiro es va fusionar amb Aprilia el 1976 però la producció va continuar fins al 1986, quan va cessar definitivament.

## Les Hiro de trial

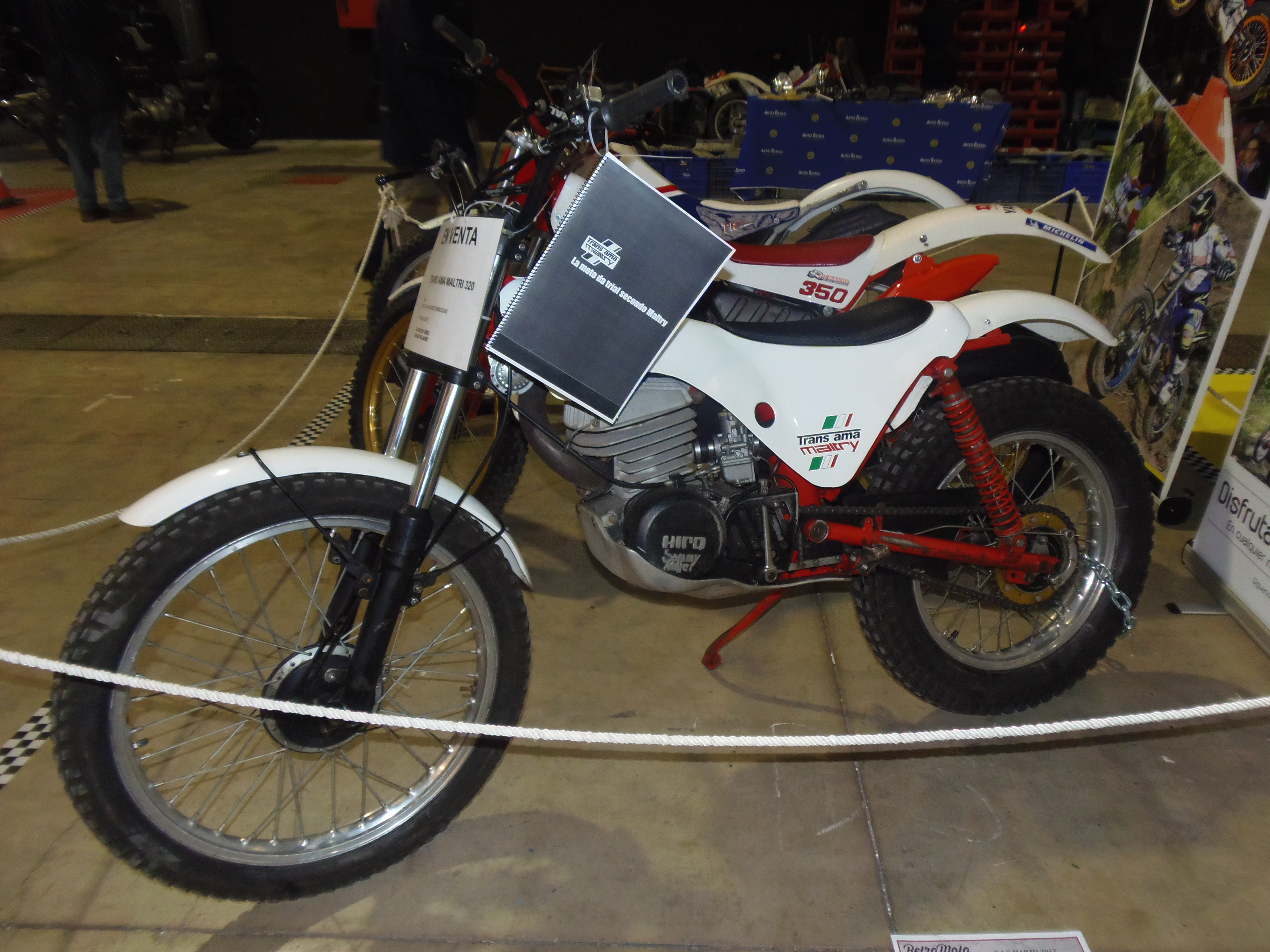
Trans AMA Maltry 320 (1981), amb motor Hiro "Sammy Miller"

Tot i que Hiro va destacar especialment en motocròs i enduro, la marca va jugar també un paper destacat en la modalitat del trial. Entre les seves creacions més conegudes hi ha la "Miller" de 350 cc amb caixa de canvis de 6 velocitats i una potència de 18 CV a 6.500 rpm, un model que va desenvolupar Sammy Miller cap al 1978, o els motors de dos temps de les Armstrong de trial de començaments de la dècada del 1980, amb les quals pilots com ara Steve Saunders i John Lampkin van obtenir èxits als campionats del món i britànic de trial.
En acabar la seva col·laboració amb la japonesa Honda, Sammy va Miller va decidir dedicar-se als seus propis dissenys i el 1978 es va associar amb Andrea Mosconi per a crear un model de trial. El motor Hiro subministrava altes prestacions i Miller tenia la intenció de produir aquest model en massa i comercialitzar-lo sota el seu propi nom, "Miller". L'irlandès va provar el prototip al Regne Unit durant el 1979, però finalment, malgrat que va obtenir diversos èxits en competició, la Miller no es va arribar a posar en producció.
Uns anys més tard, el 1981, el petit fabricant italià amb seu a Pesaro Trans AMA va muntar el motor Hiro creat per Sammy Miller al seu nou model de trial, anomenat "Maltry" en honor a l'especialista en quadres de motocicleta Renè Maltry. La Trans AMA es va desenvolupar en estreta col·laboració amb el mateix Sammy Miller.

## Fabricants que muntaven motors Hiro
Els següents fabricants van fer servir motors Hiro en algun o tots els seus models al llarg de la seva història:

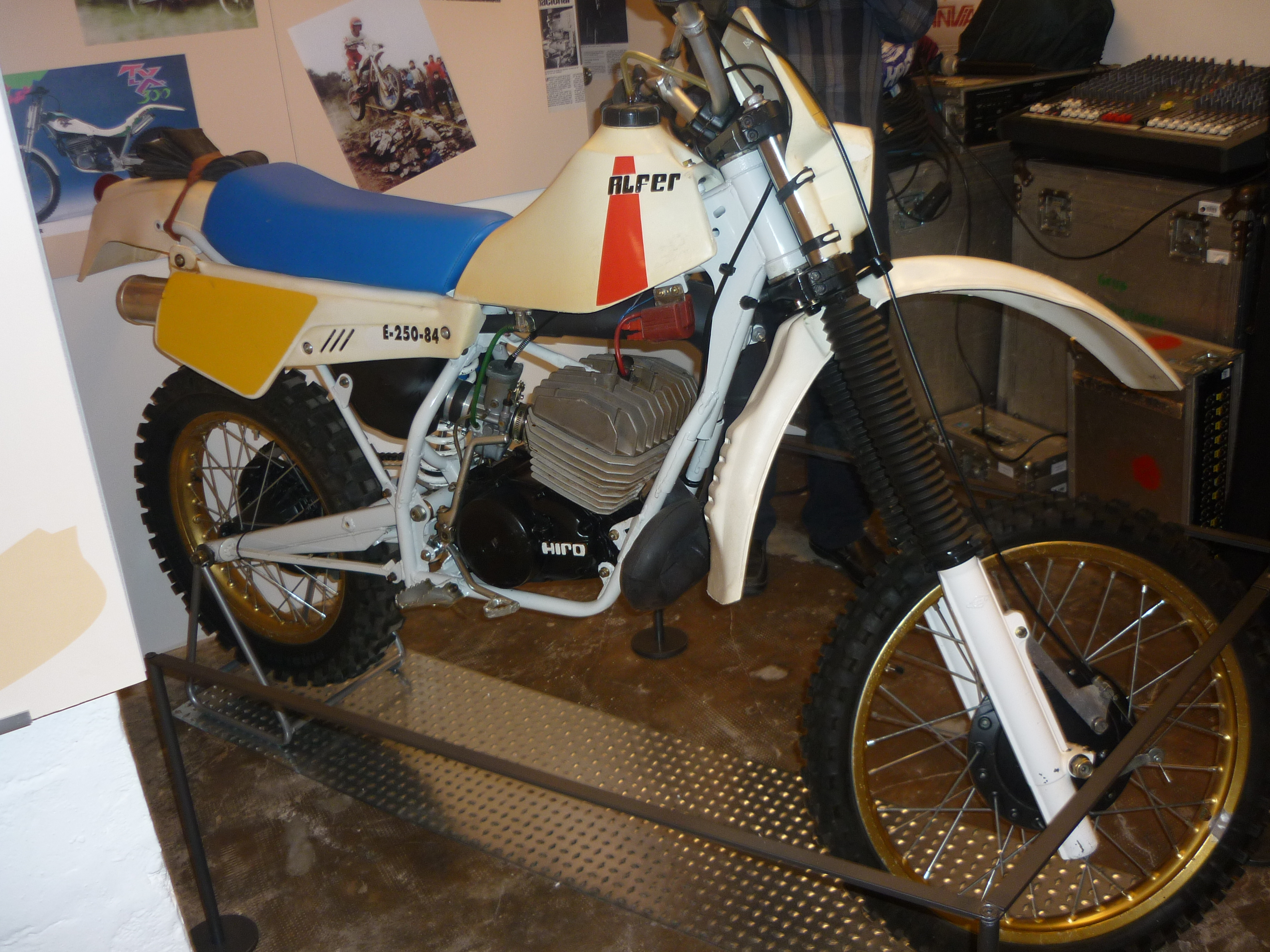
Alfer E-250-84 d'enduro (1984), amb motor Hiro de 250 cc

- Accossato
- Alfer
- Ancillotti
- Aprilia
- Armstrong-CCM
- Barbiero
- Cagiva
- GKD
- Moto Gori
- Intramotor Gloria
- MAV
- Mazzilli
- Scarab
- TGM
- Trans Ama